# سامسون پطروسیان
سامسون پطروسیان (متولد ۱۳۴۷ در تهران) بازیکن فوتبال بازنشسته ارمنی‌تبار اهل ایران است.

## زندگی ورزشی
فوتبال را از زمین‌های خاکی مجیدیه و ورزشگاه رافی شروع کرد و از سال ۱۳۶۱ به عضویت تیم هرازدان مجیدیه درآمد و با این تیم در رده‌های نوجوانان و جوانان تهران بازی کرد. در سال ۱۳۶۵ نایب قهرمان جوانان تهران شد. از سال ۱۳۶۹ فوتبال حرفه‌ای را با تیم آرارات تهران شروع کرد و در سال ۱۳۷۰ در حالی که با تیم آرارات در مسابقات مختلف شرکت می‌کرد، به تیم ملی دعوت شدو طی سال‌های ۱۳۷۰ تا ۱۳۷۴ همراه تیم ملی سه دوره در بازی‌های مقدماتی آسیا و یک دوره در بازی‌های مقدماتی جام جهانی ۱۹۹۸ فرانسه شرکت کرد.
از سال ۱۳۷۴ به تیم ذوب آهن اصفهان پیوست و سه سال هم کاپیتان این تیم بود و تا سال ۱۳۸۱ مقام‌های سوم لیگ آزادگان و بهترین تیم شهرستانی در سال ۱۳۸۱ و عنوان قهرمانی جام حذفی کشور را در با این تیم کسب نمود.